# Никольское (Хотынецкий район)
Никольское — село в Хотынецком районе Орловской области России. 
Входит в Краснорябинское сельское поселение в рамках организации местного самоуправления и в Краснорябинский сельсовет в рамках административно-территориального устройства.

## География
Расположено в 9 км к юго-востоку от райцентра, посёлка городского типа Хотынец, и в 40 км к западу от центра города Орёл.

## Население
| 2002 | 2010 |
| ---- | ---- |
| 296  | ↘240 |

Согласно результатам переписи 2002 года, в национальной структуре населения русские составляли 96 % от жителей.